# Badenella ignota
Badenella ignota là một loài bọ cánh cứng trong họ Cerambycidae.